# Luvunga borneensis
Luvunga borneensis är en vinruteväxtart som beskrevs av Bénédict Pierre Georges Hochreutiner. Luvunga borneensis ingår i släktet Luvunga och familjen vinruteväxter. Inga underarter finns listade i Catalogue of Life.